# The King of Fighters '94
The King of Fighters '94 (KOF '94) là trò chơi điện tử đối kháng 2D của SNK ra mắt năm 1994, là phần đầu tiên trong series The King of Fighters. Trò chơi hội tụ các võ sĩ từ Fatal Fury, Art of Fighting, Ikari Warriors và Psycho Soldier, cùng những nhân vật mới, tranh tài trong giải đấu KOF do Rugal Bernstein tạo ra.
KOF '94 quy tụ dàn sao của hãng với lối chơi 3 người độc đáo. Thiết kế nhân vật ấn tượng góp phần vào thành công lớn của trò chơi, mở đường cho series The King of Fighters và trở thành thương hiệu chủ lực của SNK. Năm 2004, phiên bản KOF '94 Re-Bout với đồ họa nâng cấp ra mắt trên PlayStation 2.

## Cách chơi
KOF '94 sử dụng hệ thống chiến đấu tương tự Fatal Fury, Art of Fighting và Samurai Shodown, với 4 nút tấn công cơ bản. Người chơi có thể né đòn hoặc tung ra các đòn đánh mạnh mẽ bằng cách kết hợp các nút bấm. Mỗi nhân vật sở hữu bộ chiêu thức độc đáo, được thực hiện thông qua các tổ hợp phím điều khiển.
Mỗi người chơi có một thanh sức mạnh ở dưới màn hình, tích tụ khi đỡ đòn hoặc bị tấn công. Có thể chủ động nạp thanh này, nhưng sẽ khiến nhân vật dễ bị tấn công. Khi đầy, các đòn đánh cơ bản sẽ mạnh hơn trong thời gian ngắn, đồng thời người chơi có thể tung ra Siêu chiêu thức, tiêu tốn toàn bộ thanh sức mạnh. Siêu chiêu thức cũng được kích hoạt khi thanh sức mạnh đạt 75%. Khiêu khích đối thủ có thể làm giảm, làm chậm nạp và ngăn họ đạt mức sức mạnh tối đa.
KOF '94 mang đến cuộc cách mạng cho dòng game đối kháng với hệ thống chiến đấu theo đội 3 đấu 3. Người chơi lựa chọn một trong tám đội, mỗi đội gồm ba thành viên, và sắp xếp thứ tự ra trận. Khi một nhân vật bị hạ gục, đồng đội sẽ thay thế, trong khi đối thủ được hồi một phần máu. Người chơi có thể nhờ đồng đội hỗ trợ tấn công. Trận đấu kết thúc khi toàn bộ ba thành viên của một đội bị đánh bại.

## Đón nhận
Tại Nhật Bản, tạp chí Game Machine (số ra ngày 1/10/1994) đã xếp hạng KOF '94 là tựa game arcade phổ biến thứ hai thời điểm đó. Tại Bắc Mỹ, tạp chí RePlay cũng ghi nhận KOF '94 ở vị trí thứ ba, trong khi Play Meter xếp hạng trò chơi ở vị trí thứ 32. KOF '94 nhận được sự đón nhận nồng nhiệt, với nhiều lời khen ngợi dành cho hệ thống chiến đấu có chiều sâu và sự kết hợp của các võ sĩ từ các thương hiệu khác nhau của SNK. Tuy nhiên, việc không thể tự do lựa chọn đội hình trong chế độ đấu đội cũng nhận về nhiều ý kiến trái chiều từ giới phê bình.
Một nhà phê bình của Next Generation đánh giá cao KOF '94 vì hệ thống đội 3 người cho phép người chơi có 3 mạng mỗi lượt chơi, mang lại giá trị cao khi mà giá game ngày càng đắt đỏ. Trong khi đó, GamePro nhận xét về phiên bản Neo Geo rằng tuy số lượng nhân vật lớn nhưng lại mất cân bằng, nhiều nhân vật mới "trông ngớ ngẩn" và yếu hơn các đấu sĩ khác. Tuy nhiên, họ kết luận rằng "The King of Fighters là tựa game đối kháng hay nhất trên Neo Geo (không tính Samurai Shodown) và là một trong những game dễ chơi nhất từ trước đến nay" nhờ những cải tiến thú vị như né đòn và combo tung hứng.
Trong bài đánh giá về bản phát hành Virtual Console, Lucas M. Thomas của IGN khen ngợi đồ họa của KOF '94, đặc biệt là hiệu ứng animation mượt mà và màu sắc sống động. Tuy nhiên, ông cho rằng người chơi nên chờ đợi các phiên bản sau được cải tiến hơn ra mắt trên Virtual Console. Jeremy Dunham của IGN nhận xét trò chơi "về cơ bản là sự kết hợp giữa Fatal Fury và Art of Fighting", với khả năng phản hồi điều khiển nhanh nhạy hơn. Ông cũng cho rằng chế độ chiến đấu 3 đấu 3 là một tính năng vượt trội cho một tựa game năm 1994 và việc "mượn" nhân vật từ các trò chơi khác của SNK là một ý tưởng sáng tạo. Đánh giá trên Eurogamer, Dan Whitehead chỉ ra rằng việc sử dụng nhân vật từ nhiều thương hiệu khác nhau và chế độ đấu đội là những điểm nổi bật nhất. Ông kết luận KOF '94 là "một tựa game đối kháng chắc chắn, kỹ thuật, giống như hầu hết các game của SNK, hướng đến người chơi hardcore hơn là người chơi casual". Kyle Knight của Allgame cho rằng đồ họa và âm thanh tuy tốt hơn so với mặt bằng chung nhưng vẫn chưa đạt tiêu chuẩn của SNK. Ông kết luận KOF '94 là "một tựa game đối kháng rất hay, nhưng thiếu một số cải tiến để có thể trở nên tuyệt vời".
KOF '94 đã để lại dấu ấn đậm nét trong lịch sử dòng game đối kháng. Nhiều ấn phẩm đã ca ngợi tựa game này trong các bài viết hồi tưởng và danh sách xếp hạng. G4 cho biết KOF '94 được coi là "đối thủ đáng gờm của Street Fighter" nhờ hệ thống đấu đội độc đáo. Maximum cũng đánh giá đây là "tựa game đối kháng đầu tiên vượt trội hơn so với series Street Fighter" và cho rằng trò chơi "đã giúp SNK lấy lại vị thế". 1UP.com khen ngợi dàn nhân vật đa dạng và cân bằng của trò chơi. Năm 2010, UGO.com xếp KOF '94 vào top 25 tựa game đối kháng hay nhất mọi thời đại, trong khi GamePlayBook xếp hạng đây là tựa game đối kháng 2D hay thứ bảy. Complex đánh giá KOF '94 là tựa game đối kháng hay thứ tám mọi thời đại vào năm 2011, và là tựa game đối kháng SNK hay thứ 11 vào năm 2012, đồng thời nhấn mạnh rằng "chế độ đấu loại và hệ thống chọn đội độc đáo của series bắt nguồn từ tựa game xuất sắc này."
Tạp chí Next Generation đã đánh giá phiên bản Neo-Geo của trò chơi và tuyên bố rằng: "Bất kỳ fan hâm mộ nào của dòng game đối kháng cũng nên trải nghiệm trò chơi này, dù là tại các máy thùng hay tại nhà."